# Dear Land of Guyana, of Rivers and Plains
Dear Land of Guyana, of Rivers and Plains est l'hymne national du Guyana adopté en 1966.

## Paroles
Dear land of Guyana, of rivers and plains
Made rich by the sunshine, and lush by the rains,
Set gem-like and fair, between mountains and seas,
Your children salute you, dear land of the free.
Green land of Guyana, our heroes of yore,
Both bondsmen and free, laid their bones on your shore.
This soil so they hallowed, and from them are we,
All sons of one Mother, Guyana the free.
Great land of Guyana, diverse though our strains,
We're born of their sacrifice, heirs of their pains,
And ours is the glory their eyes did not see,
One land of six peoples, united and free.
Dear land of Guyana, to you will we give,
Our homage, our service, each day that we live;
God guard you, great Mother, and make us to be
More worthy our heritage, land of the free.

## Traduction française
Chère terre du Guyana, de rivières et de plaines
enrichi par le soleil et luxuriant par les pluies,
mis en gemme et juste, entre montagnes et mers,
vos enfants vous saluent, chère terre de libre.
Terre verte du Guyana, nos héros d'autrefois,
esclaves et libres, ont posé leurs os sur votre rivage.
ce sol afin qu'ils sanctifient, et d'eux nous,
tous les fils d'une mère, le Guyana, la libre.
Grande terre du Guyana, aussi divers que nos souches,
Nous sommes nés de leur sacrifice, héritiers de leurs douleurs,
et la gloire est à nous que nos ancêtres n'ont pas vue,
une terre de six peuples, unie et libre.
Chere terre du Guyana, nous te donnerons,
notre hommage, notre service, chaque jour que nous vivons;
Dieu te garde, grande Mère, et fais-nous être
plus digne de notre patrimoine, terre de libre.